# Streets: A Rock Opera
Streets: A Rock Opera – siódmy album studyjny heavymetalowego zespołu Savatage.

## Lista utworów
1. "Streets" - 6:48
2. "Jesus Saves" - 5:13
3. "Tonight He Grins Again" - 3:28
4. "Strange Reality" - 4:56
5. "A Little Too Far" 3:25
6. "You're Alive" - 1:51
7. "Sammy and Tex" - 3:07
8. "St. Patrick's" - 4:17
9. "Can You Hear Me Now" - 5:11
10. "New York City Don't Mean Nothing" - 4:01
11. "Ghost in the Ruins" - 5:32
12. "If I Go Away" - 5:17
13. "Agony and Ecstasy" - 3:33
14. "Heal My Soul" - 2:35
15. "Somewhere in Time" - 3:17
16. "Believe" - 5:42

Utwór dodatkowy na reedycji z 1997 roku
1. "Desiree" - 3:54

Utwory dodatkowe na reedycji z 2002 roku
1. "Ghost in the Ruins" (live) - 5:20
2. "Jesus Saves" (live) - 4:04

## Twórcy
- Jon Oliva - śpiew, fortepian
- Criss Oliva - gitara
- Steve Wacholz - perkusja
- Johnny Lee Middleton - gitara basowa